# グレーター・スイス・マウンテン・ドッグ
グレーター・スイス・マウンテン・ドッグ（Greater Swiss Mountain Dog）、あるいは、グレート・スイス・マウンテン・ドッグ(Great Swiss Mountain Dog)はスイス原産の犬の品種（犬種）の一つで、伝統的なスイスの牧畜犬の中では最大の体格をもつ犬種である。

## 歴史
スイスの牧畜犬のグループには、グレーター・スイス・マウンテンドッグの他にバーニーズ・マウンテン・ドッグ、エントレブッハー・マウンテン・ドッグ（Entlebucher Mountain Dog）、およびアッペンツェラー・キャトル・ドッグ（Appenzeller Sennenhund）が含まれる。これらの犬種は、紀元前1世紀にローマ人によってスイスに連れて来られた大型犬が祖先であると言われている。別の説では、さらにその何世紀も前に、フェニキア人の商人が連れてきた、とも言われている。いずれにせよ、外国人によってスイスへ連れて来られた大型のマスチフ・タイプの犬と土地土着の犬の交配の結果生まれた犬種であることは確かなようである。グレーター・スイス・マウンテン・ドッグは、セント・バーナードおよびロットワイラーの共通の祖先にあたると考えられている。
グレーター・スイス・マウンテン・ドッグは、元々は牧畜犬として使用されたが、強大な力を持っていたため、荷車を引く用途にも使われるようになっていった。しかし時代が移り、機械による乗り物が普及していったことと、セントバーナードの人気が上昇したこととが相まって、この犬種の人気が低下し、個体数が減少していったと言われている。個体数が減少した真の原因は不明であるが、かつてはこの犬種は20世紀初頭までにほとんど絶滅したと考えられていた。
個体数が回復に転じたきっかけは、1908年にフランツ・シェルテンリーブ（Franz Schertenlieb）という人が、自分のマウンテンドッグをスイス・ケネルクラブ(SKG)のドッグショーに出品した事である。彼はそのドッグショーに当時スイス原産の犬に関する権威であった、アルバート・ハイム（Albert Heim）博士が参加することを知り、自分の犬を博士に見てもらうためそのドッグショーに参加したのである。熱心な飼育家でもあったハイム博士は、このグレーター・スイス・マウンテン・ドッグの生存例の発見を大いに喜び、スイス・ケネルクラブの会員に、この犬種を保存するために、あらゆる手段を尽くすべきであると熱心に説得した。ハイム博士が提案した保存手段の中には、繁殖のための専用の農場と村を探すことも含まれていた。彼の提案は実行されることになり、慎重な繁殖プログラムが開始された。精密な個体選別の実施や、繁殖に適した雌犬頭数の不足、および「全ての子犬について成犬時に気質及び体質を再検査する」という繁殖要件が課せられていたため、個体数の増加はゆっくりとしたものであった。
1968年、アメリカへ輸入開始された。

## 外見上の特徴

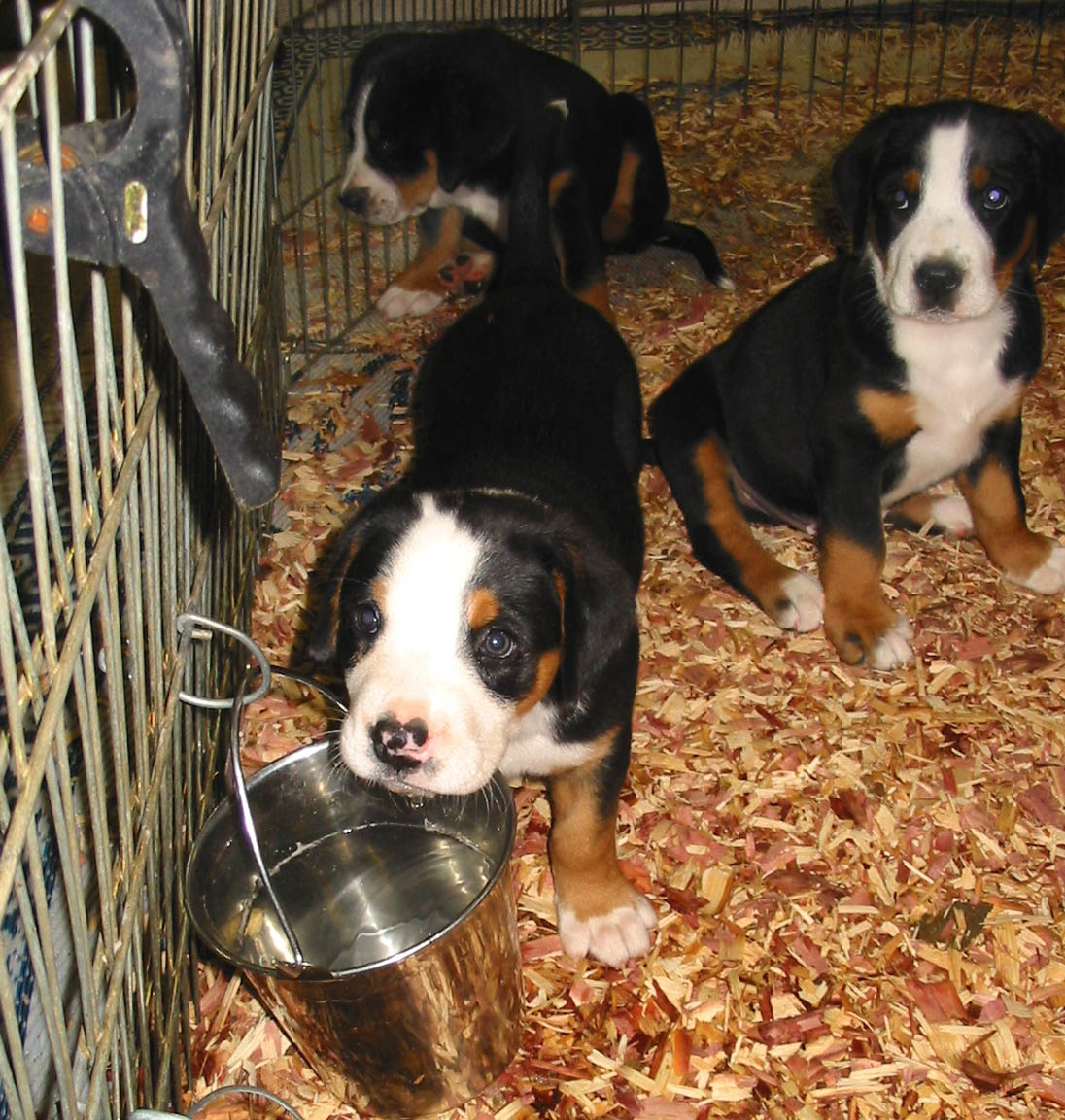
生後6週間の子犬

グレーター・スイス・マウンテン・ドッグは、大きくて筋骨たくましい体格を有し、白、黒、茶の３色の短毛の被毛を持つ大型犬である。オスは、体重60 - 70 kg、体高65 - 72 cm、メスは、体重50 - 60kg、体高60 - 68cmであり、体長の体高に対する比率は、約1.0〜0.9である。
多くの畜犬団体がこの犬種の犬種標準として規定している体色は、背中、耳、尾と足の上側の大部分が漆黒で、頬、目の上、胸、四肢全てに茶色（リッチタン）のマーキングが有り、白が鼻口部、四肢全て、尾の先端、胸から腹にかけて現れ、鼻口部から眉間にかけある程度純白（ピュア・ホワイト）のマーキングが有る、というものである。
被毛は二重構造（ダブルコート）で、トップコートは長さ約5cm、ボトムコートは厚く灰色で首廻りには必ず生えているが、体表全体に渡って生えている場合もある。このような立派な被毛が有る場合でも、抜け毛が問題になることはほとんど無い。

## 気質
グレーター・スイス・マウンテン・ドッグは、温和な性質と、深い愛情に根ざした家族を守ろうとする心を持ち合わせており、特に子供を守る性質が強いとされている。
この犬種は力強く、活発で、体格からは想像できないほど敏捷である。ばんえい競走（重量引き競争）用として訓練する事も可能であり、荷車を引かせ荷物や人間さえも運搬させることができる。他の多くのマウンテンドッグ種と異なり、過度によだれを垂らすことは無い。多くのオーナーがこの犬種は大きな体格にもかかわらず、まるで小さな愛玩犬の様にふるまい、親切で心優しい気質で、子供にもやさしく接すると述べている。

## 犬種の公認状況
グレーター・スイス・マウンテン・ドッグ(現在では通称"GSMD"あるいは"スイッシー（Swissy）"と呼ばれている)は、長い歴史を持ち、十分に立証され確立された純血種であるにもかかわらず、全世界の主要な全犬種ケネルクラブに、まだあまり公認されていない犬種の一例である。
本犬種は国際畜犬連盟(FCI) に1939年に公認された。その後、最初のグレーター・スイス・マウンテン・ドッグは1968年にアメリカ合衆国に輸入されて、1985年にアメリカンケネルクラブ（AKC）によって暫定公認され、1995年に正式公認された。カナダケネルクラブ(CKC)には2006年に公認された。このような古い犬種が近年になり、ようやく公認されたのは皮肉な結果である。2018年現在、ジャパンケネルクラブに血統登録された犬が国内に数頭存在する。